# حجاب بن نحيت (شاعر)
حجاب بن نحيت المزيني السالمي الحربي (1363 هـ / 1944 - 26 أغسطس 2018)، رجل أعمال وشاعر سعودي.

## نسبه وسيرته
هو حجاب بن عبد الله بن عقاب بن نحيت المزيني السالمي الحربي. ولد في مركز الفوارة في منطقة القصيم عام 1363 هـ الموافق لسنة 1944، كان ملهمًا بالشعر وأحب البادية، وكان رائد الفن الشعبي في نجد خلال ثمانينيات القرن الرابع عشر الهجري. كان متعدد المواهب، فهو شاعر وملحن ومطرب، وتسيد الساحة الفنية الشعبية النجدية في وقت لم تكن قد تشكلت فيه بعد ملامح الفن، لذلك أُطلق عليه لقب «رائد الفن». بدأ الغناء في بداية ثمانينيات القرن الرابع عشر الهجري.
عُرف اسمه في بداية ستينيات القرن العشرين الميلادي. وكان قبل ذلك قد ترك دياره وتوارى عن الأنظار ليختبر قدراته الصوتية مع أحد الرواد وهو «عبد الله بن نصار» في «المقيبرة» وسط الرياض، وكان يبلغ الخامسة عشرة من عمره. اختبره عبد الله بن نصار لفترة قبل أن يسجل أولى أسطواناته بعقد مالي كبير جعله في ذلك الوقت أغلى فنان سعودي حيث تقاضى 11 ألف ريال دفعة واحدة. انتقل فيما بعد إلى الرياض وعمل بالتجارة الحرة.
اعتزل الغناء في منتصف تسعينيات القرن الرابع عشر الهجري. وتوفي يوم الأحد 26 أغسطس 2018 في الرياض.

## شاعريته
تميز شعر حجاب بتقدم الفكر الشعري، وأبدع كثيرًا في توظيف الحوار في قصائده توظيفًا يجبر المتلقي على الدخول في جو القصيدة والتفاعل نفسيًا معها.

## قصائده التي تحولت إلى أغاني
بلغ ماسجل من أغاني ما يقارب 120 قصيدة معظمها صاغ كلماتها وألحانها. ومن أجمل أغانيه المتكاملة فنياً أغنية «كلامك صح»، ومن أغانيه المميزة الأخرى أيضاً «يا ويل من يجرحنه» التي يقول في مطلعها:
ومن أغانيه أيضاً «سلم علي» وتقول كلماتها:
أما أغنية «بس شعليكم مني» يقال إنه قالها ارتجالاً عندما حاصرته جماعته ونصحته بترك الغناء لمخالفته التقاليد والعادات، حيث أمسك بالعود بحضرتهم ثم صدح قائلاً:
ثم ترك خطابهم والتفت يناجي محبوبته في خياله بحضرتهم أيضاً قائلاً:

## الحياة الاجتماعية
تزوج حجاب بن نحيت من عشر نساء، كتب فيهن عديداً من القصائد، خاصةً زوجته أم أيوب، وله من الأبناء والأحفاد الكثير، منهم مَن ظهر في الوسط الإعلامي، مثل رجل الأعمال ناصر، والدكتور أيوب، وتركي، الذين ورثوا الشعر من أبيهم، والشاعر عبد الله وابنه زياد الذي حقَّق لقب شاعر المليون، ويبدو أنهم كانوا سببًا في اعتزاله الفن والتجارة، فقد قال الشاعر حجاب قبل رحيله: اعتزلت الفن لأتفرغ لأبنائي وأحفادي، وأقوم على احتياجاتهم.

## الأبناء
ناصر، أيوب، عبد الله، يوسف، يعقوب، زياد، محمد، ماجد، احمد، فهد، أيمن، فيصل، تركي، اسامه، سامي، جلال، جلوي، متعب، مشاري.

## وفاته
توفي حجاب بن نحيت عن عمر يناهز الـ 74 عامًا، يوم الأحد 15 ذو الحجة 1439 هـ الموافق 26 أغسطس 2018، بعد أزمة التهاب في الرئة، عزلته عن ذويه، ومنعت عنه الزيارة، وأثارت وفاته ضجة إعلامية كبيرة، فقد بقي جمهوره يتابع أخباره حتى بعد اعتزاله.